# Krivodol
Krivodol (bulharsky Криводол) je město ležící v severozápadním Bulharsku, v západním Předbalkánu. Město je správním střediskem stejnojmenné obštiny a má přibližně 2 900 obyvatel.

## Historie
Nejstarší známky o osídlení zdejší oblasti jsou datovány do doby před 40 tisíci lety. První sídlo v místě dnešního města vzniklo za Římské říše a z 2. století se zachoval do kamene vytesaný nápis s jeho jménem Taftiomosis. V průběhu let se osídlení přesunulo níže do údolí. Podle prvního sčítání lidu v Bulharsku v roce 1881 zde žilo 982 obyvatel. Zásadní význam pro rozvoj přinesla výstavba trati Mezdra-Vidin, která byla zahájena v roce 1908 a uvedena do provozu v roce 1913. Bylo postaveno nádraží a ze vsi se stalo dopravní, obchodní a kulturní středisko. Počátkem dvacátého století tu žilo 1 117 obyvatel a po druhé světové válce 2 812. Rozrůstání obce vedlo v padesátých letech k připojení nejbližších osad. Na město byl Krivodol povýšen v roce 1969.

## Obyvatelstvo
Ve městě žije 3 036 obyvatel a je zde trvale hlášeno 3 325 obyvatel. Podle sčítání 1. února 2011 bylo národnostní složení následující:
- Bulhaři: 2 325 (87.2 %)
- Romové: 318 (11.9 %)
- ostatní: 23 (0.9 %)